# Gliwickie Spotkania Teatralne
Gliwickie Spotkania Teatralne – festiwal teatralny organizowany w latach 1989–2016 przez Gliwicki Teatr Muzyczny. Prezentował aktualne dokonania teatru polskiego, zarówno tradycyjny teatr sceniczny, jak i spektakle awangardowe oraz prezentacje plenerowe. Przedstawienia odbywały się na scenie Gliwickiego Teatru Muzycznego, w ruinach Teatru Miejskiego, a także na placu Krakowskim i Rynku.
Na festiwal przyjeżdżały teatry z całej Polski, jak i z zagranicy. Wśród gości są m.in. Teatr Powszechny, Ateneum i Studio z Warszawy, Narodowy Stary Teatr z Krakowa, Teatr im. Stefana Jaracza z Łodzi, Teatr im. Heleny Modrzejewskiej z Legnicy, Teatr im. Stanisława Ignacego Witkiewicza z Zakopanego, Teatr Wierszalin z Supraśla, Divadlo Drak oraz teatr Continuo z Czech.
Od 2007 roku głównemu nurtowi Gliwickich Spotkań Teatralnych towarzyszył otwarty konkurs Inspiracje na najciekawszą inscenizację zainspirowaną ruinami Teatru Miejskiego – sceną, która powstała w miejscu spalonego w 1945 roku Staatstheater.
Jednym z elementów Gliwickich Spotkań Teatralnych była scena muzyczna, która w ciągu lat przybierała różne formy – zaczynała od klubu festiwalowego, podczas którego aktorzy wykonywali recitale, przez lata przekształcił się w koncerty i spektakle muzyczne zespołów reprezentujących scenę offową. Odbywały się przeważnie w namiocie widowiskowym postawionym na terenie parku.